# Ivan Moody (Komponist)
Ivan Moody (* 11. Juni 1964 (nach anderen Angaben: 1. Juni 1964) in London; † 18. Januar 2024 in Lissabon) war ein britischer Komponist, Dirigent und Musikwissenschaftler.

## Ausbildung
Moody studierte Komposition bei Brian Dennis an der Universität London, bei William Brooks an der University of York sowie privat bei John Tavener. Er studierte auch orthodoxe Theologie an der Universität Joensuu, Finnland. Moody wirkte auch als Dirigent und leitete Ensembles wie Voces Angelicae, den Kastalsky Chamber Choir (Großbritannien), Capilla Peña Florida (Spanien), Cappella Romana (USA) und Ensemble Alpha (Portugal).

## Musikstil
Moodys Kompositionen zeigen die Einflüsse ostkirchlichen liturgischen Gesangs und der orthodoxen Kirche, deren Mitglied und Priester (des Ökumenischen Patriarchats von Konstantinopel) er war. Sein Canticum Canticorum I, das er für das Hilliard Ensemble schrieb, war 1987 ein großer Erfolg, und im Jahr 1990 gewann er den Preis des Arts for the Earth Festival für Prayer for the Forests, das später von dem renommierten finnischen Tapiola Chor uraufgeführt wurde. Eines seiner wichtigsten Werke ist das auf orthodoxen liturgischen Texten basierende Oratorium Passion and Resurrection (1992), das 1993 beim Tampere Festival von Red Byrd und dem Estnischen Philharmonischen Kammerchor unter Tõnu Kaljuste uraufgeführt wurde. 1996 erfuhr es seine nordamerikanische Premiere durch Cappella Romana. Im Anschluss an diese Aufführungen schrieb er für Cappella Romana Akathistos Hymn (1998), sein bis dato umfangreichstes Werk.
Weitere bedeutende Werke sind das Cellokonzert Epitaphios (1993), die Kantate Revelation (1995), Endechas y Canciones (1996), das Blockflötenkonzert Pnevma (1998), Lamentations of the Myrrhbearer (2001) für Streichquartett, Lumière sans Declin (2000) für Streichorchester, und das für das Trio Mediaeval geschriebene Chor-Triptychon: Words of the Angel (1998), Troparion of Kassiani (1999), A Lion’s Sleep (2002), Chalice of Wisdom, Metten für das Fest des Hl. Thomas, komponiert 2002 für Ensemble Amarcord. Spätere Kompositionen umfassen ein groß angelegtes Auftragswerk für die BBC, The Dormition of the Virgin (2003), sowie Konzerte für Kontrabass (The Morning Star, 2003), Klavier (Linnunlaulu, 2003) und Fagott (Arise, 2004). Zu seinen folgenden Arbeiten gehören Passione Popolare, das im Juni 2005 beim Antidogma-Festival in Italien uraufgeführt wurde, und Ossetian Requiem für das in Amsterdam ansässige Cello Octet Conjunto Ibérico. 2008 verfasste er ein neues Werk für die King’s Singers sowie einen groß angelegten Satz des Stabat Mater für das Oslo International Festival of Church Music. Seine achtstimmige Hymn to St. Nicholas (2009) war ein Auftragswerk für das KotorArt Festival in Montenegro; es erfuhr seine US-amerikanische Erstaufführung im November desselben Jahres.
Seit 1990 lebte er in der Nähe von Lissabon, Portugal, wo er 1997/1998 als Professor für Komposition an der Academia de Artes e Tecnologias lehrte. Er war am Aufbau einer Datenbank für das Zentrum für portugiesische zeitgenössische Musik beteiligt, Mitglied der Forschungsgruppe der CESEM an der Universidade Nova in Lissabon und lehrte 2013/2014 als Professor für Kirchenmusik an der Abteilung für Orthodoxe Theologie an der Universität Joensuu, Finnland. 2005 wurde er erster Vorsitzender der International Society for Orthodox Church Music (ISOCM).
Ivan Moodys Musik wurde auf den Labels Hyperion, ECM, Sony, Telarc, Gothic und Oehms Classic veröffentlicht.

## Werke (Auswahl)
- Canticum Canticorum I
- 1990: Prayer for the Forests, for choir
- 1992: Passion and Resurrection, oratorio
- 1992: Vigil of the Angels for viola and string orchestra
- 1993: Epitaphios, concerto for cello
- 1995: Revelation, cantata
- 1996: Endechas y Canciones
- 1996: Klama for viola and double bass
- 1998: The Akathistos Hymn
- 1998: Pneuma, concerto for recorder
- 1998: Words of the Angel, for choir
- 1999: Troparion of Kassiani, for choir
- 2000: Lumière sans déclin, for string orchestra
- 2001: Lamentations of the Myrrhbearers, quartet for strings
- 2002: A Lion’s Sleep, for choir
- 2002: Chalice of Wisdom for choir
- 2003: The Dormition of the Virgin
- 2003: The Morning Star, concerto for double-bass
- 2003: Linnunlaulu, concerto for piano
- 2004: Arise, concerto for bassoon
- 2005: Passione Popolare
- 2009: Hymn to Saint Nicholas, for choir